# Adalbert Bremer
Adalbert Bremer (* 7. Juni 1902 in Steyerberg; † 3. August 1948 in Meldorf) war ein deutscher Politiker (CDU).
Der Großkaufmann Bremer war zwischen dem 21. Februar 1946 und dem 21. November 1946 Mitglied des Ernannten Braunschweigischen Landtages. 

## Quelle
- Barbara Simon: Abgeordnete in Niedersachsen 1946–1994. Biographisches Handbuch. Hrsg. vom Präsidenten des Niedersächsischen Landtages. Niedersächsischer Landtag, Hannover 1996, S. 52.

| Personendaten    | Personendaten             |
| ---------------- | ------------------------- |
| NAME             | Bremer, Adalbert          |
| KURZBESCHREIBUNG | deutscher Politiker (CDU) |
| GEBURTSDATUM     | 7. Juni 1902              |
| GEBURTSORT       | Steyerberg                |
| STERBEDATUM      | 3. August 1948            |
| STERBEORT        | Meldorf                   |